# Belén (Paraguai)
Belén é uma distrito do Paraguai, Departamento Concepción. Fundada pelo padre jesuíta José Sánchez Labrador, com o nome de Nossa Senhora de Belén dos Mbayá. Mbayá era uma tribo de índios Guaranis que habitavam a região. Possui uma população de 10.114 habitantes e localizada exatamente na linha do Trópico de Capricórnio.

## Transporte
O município de Belén é servido pela seguinte rodovia:
- Ruta 05, que liga a localidade de Pozo Colorado - zona rural do municípío de Villa Hayes (Departamento de Presidente Hayes) -  à cidade de Ponta Porã (Mato Grosso do Sul) - (BR-463) [1][2][3]